# Dean (stacja kolejowa)
Dean – stacja kolejowa we wsi West Dean w hrabstwie Wiltshire na linii kolejowej Wessex Main Line. Na stacji nie zatrzymują się pociągi pośpieszne.

## Ruch pasażerski
Ze stacji korzysta ok. 11 487 pasażerów rocznie (dane za rok 2007). Posiada bezpośrednie połączenia z Bristolem, Bath Spa, Southampton i Salisbury. Pociągi odjeżdżają ze stacji na każdej z linii w odstępach co najwyżej godzinnych w każdą stronę.

## Obsługa pasażerów
Automat biletowy, przystanek autobusowy. Stacja dysponuje parkingiem rowerowym na 8 miejsc.